# Google Now
Google Now – inteligentny osobisty asystent stworzony przez Google dostępny w systemie operacyjnym Android oraz jako aplikacja na platformę iOS, Windows i macOS. Jest rozszerzeniem natywnej wyszukiwarki Google, Google Now potrafi odpowiadać na pytania, wykonywać polecenia w systemie oraz wskazywać informacje, które uzna za przydatne użytkownikowi (np. godziny odlotu zarezerwowanego samolotu, pogoda w obecnej lokalizacji itd.). Ta ostatnia funkcja dostępna jest poprzez zbieranie informacji o użytkowniku (lokalizacji GPS, haseł wyszukiwanych w Google, wiadomości Gmail itd.). Opcja ta została dodana w wersji 4.1 („Jelly Bean”), pierwszym telefonem, który otrzymał tę funkcję był Galaxy Nexus.

## Historia
Pod koniec 2011 pojawiły się informacje, że Google pracuje nad wirtualnym asystentem i zaprezentuje go w następnym wydaniu Androida, miał on być podobny do Siri od Apple'a. Pierwotnie został nazwany „Majel” po Majel Barrett, żonie Gene'a Roddenberry'ego lub po prostu „Assistant”.
27 czerwca 2012, Google Now zostało pokazane podczas prezentacji nowego wydania Androida 4.1 na Google I/O.
29 października 2012, Google Now otrzymał aktualizację poprzez Google Play, która dodała karty Gmail. Od tej chwili aplikacja współpracowała ze skrzynką Gmail i na podstawie wiadomości użytkownika wyświetlała nowe karty tj. informacje o odlotach zarezerwowanych samolotów, informacje o bagażu, rezerwacje hoteli i restauracji.
Dodano także karty o premierach kinowych i koncertach w najbliższej okolicy (dane na podstawie lokalizacji oraz historii wyszukiwania). Asystent głosowy otrzymał również możliwość dodawania wydarzeń do kalendarza po wydaniu polecenia przez użytkownika.
5 grudnia 2012, aktualizacja dla Google Search przyniosła również kilka nowych funkcji dla Google Now. Dodano karty: zbliżających się wydarzeń; wyszukiwania informacji o produktach przy użyciu aparatu telefonu; pogody w miejscu, dokąd lecimy; przypomnień o urodzinach; miesięcznego podsumowania tras pieszych i rowerowych. Do funkcji głosowych dodano opcje: dodawania postów w Google+, rozpoznawania piosenek oraz możliwość skanowania kodów kreskowych.
15 maja 2013 roku otrzymał obsługę języka polskiego.

## Informacje na kartach
Po poznaniu czynności wykonywanych przez użytkownika na telefonie Google Now może wyświetlać następujące informacje w postaci kart:
- Miesięczne podsumowanie aktywności (wycieczki piesze i rowerowe)
- Urodziny
- Wydarzenia
- Loty
- Gmail: Wydarzenia
- Gmail: Loty
- Gmail: Hotele
- Gmail: Śledzenie bagażu
- Gmail: Restauracje
- Premiery filmowe
- Informacje ze świata
- Następne spotkanie
- Ciekawe miejsca
- Transport publiczny
- Ostatnio wyszukiwane informacje
- Sport
- Akcje
- Ruch
- Podróże: Ciekawe miejsca w pobliżu
- Podróże: Czas powrotu do domu
- Tłumacz
- Pogoda